# Tanegashima

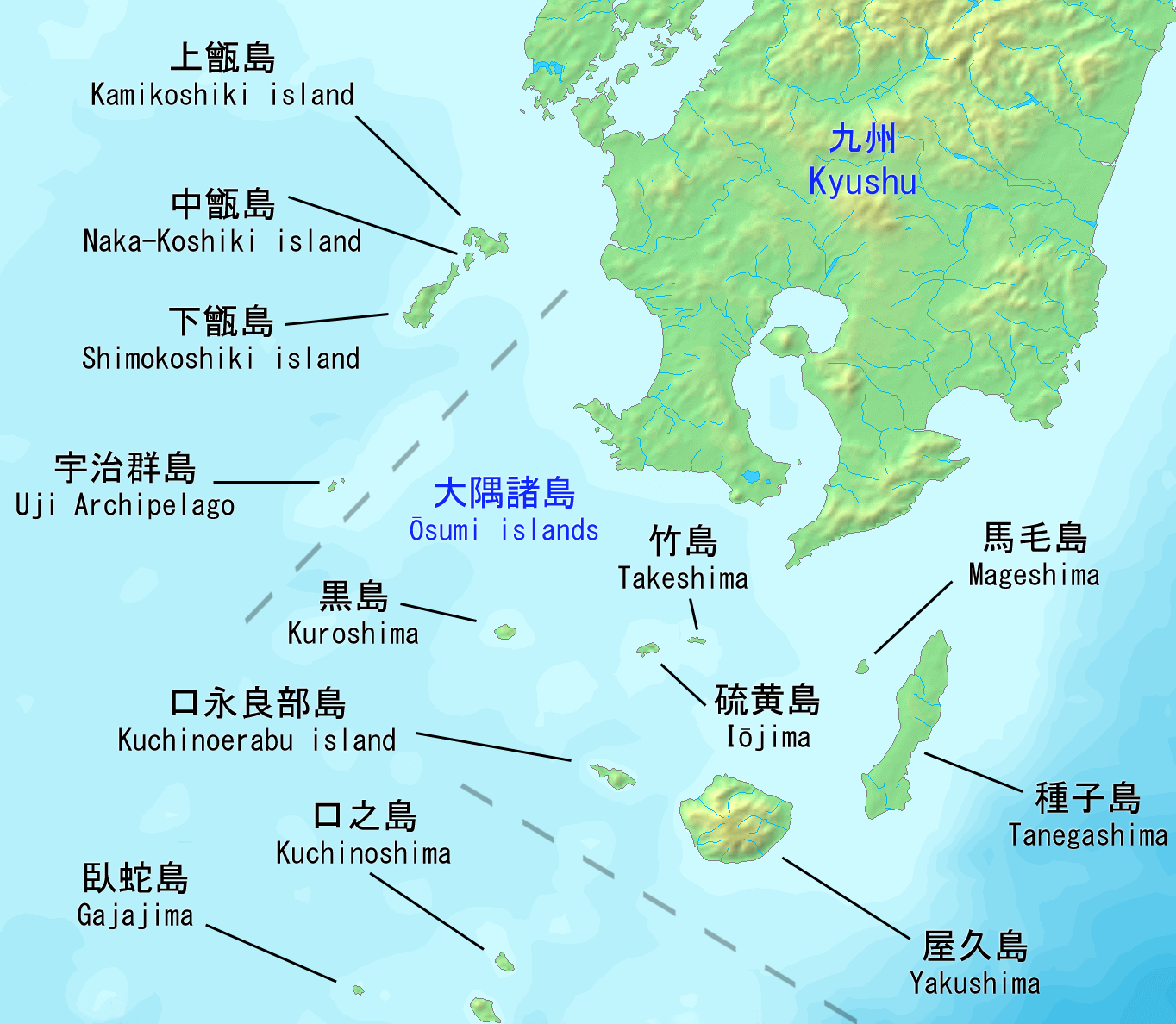
Tanegashima, a ilha mais a leste das Ilhas Ōsumi, a sul de Kyūshū

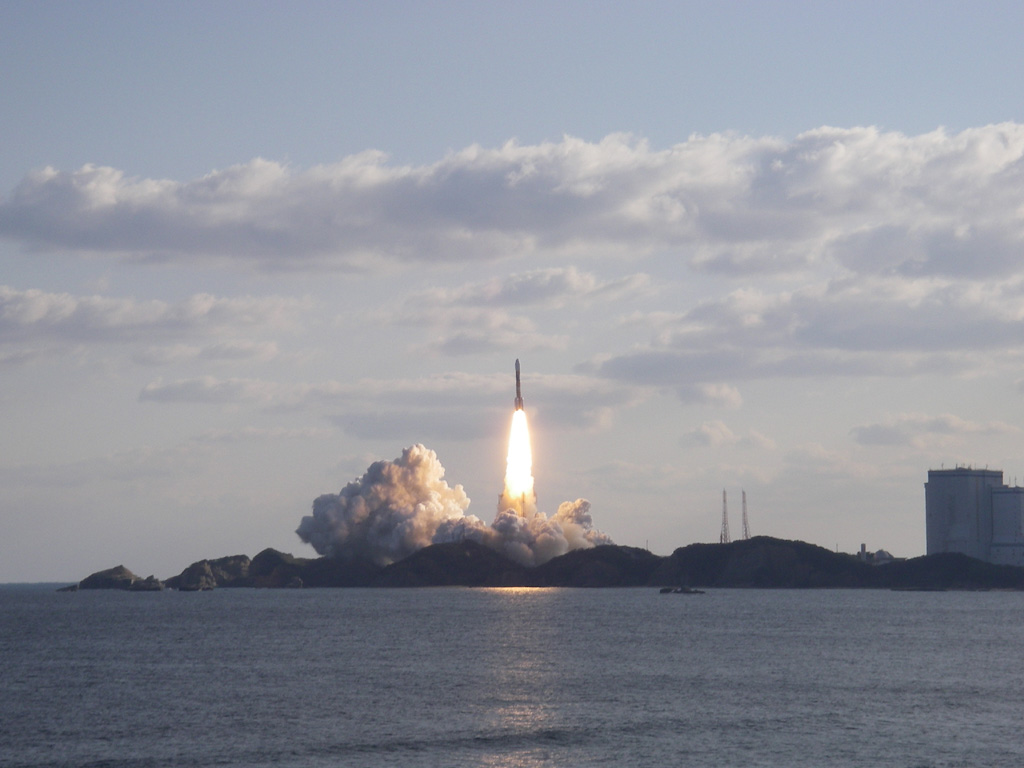
Centro Espacial Mantenha-se

Tanegashima (em japonês:  種子島) ou Tanegaxima é uma ilha do sul do Japão, situada no arquipélago Ōsumi, ao sul de Kyushu. Faz parte da província de Kagoshima e é a segunda maior do arquipélago.
A ilha de Tanegashima é uma longa e estreita faixa de terra cuidadosamente cultivada, medindo 57,5 quilômetros norte-sul, e 5–12km de leste-oeste. Na ilha há uma cidade, Nishinoomote, e duas vilas, Nakatane e Minamitane, pertencentes ao distrito de Kumage. O novo aeroporto de Tanegashima serve a ilha, oferecendo voos diários para Kagoshima e Osaka.
Todos os anos no mês de Julho, aqui é festejado o "Teppo Matsuri" (Festival da Espingarda e em especial da Tanegashima (arma de fogo)) que mobiliza toda a gente para a mais comovedora manifestação da memória dos marinheiros portugueses em terras do Oriente. É a grande festa da ilha, feriado municipal e ocasião para a grande romaria de visitantes das ilhas vizinhas e principalmente de naturais da terra radicados noutras paragens.

## Introdução das armas de fogo no Japão

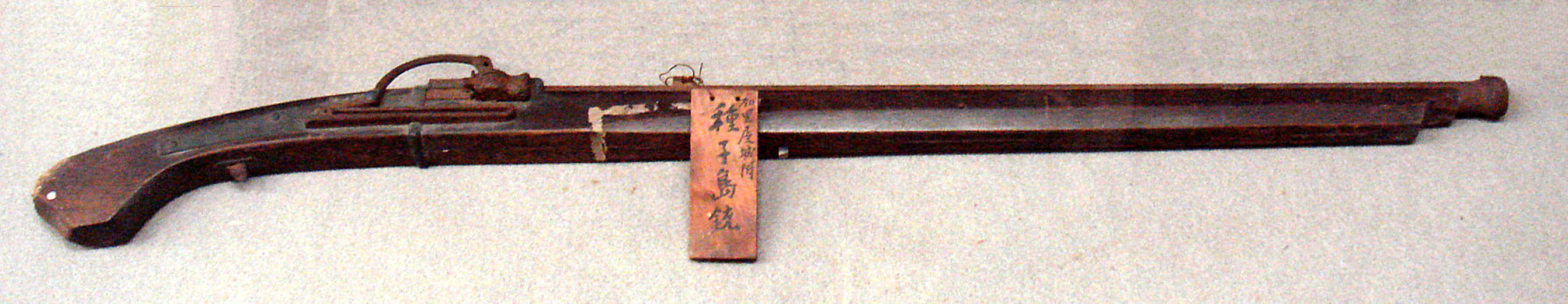
Arcabuz de "Tanegashima"

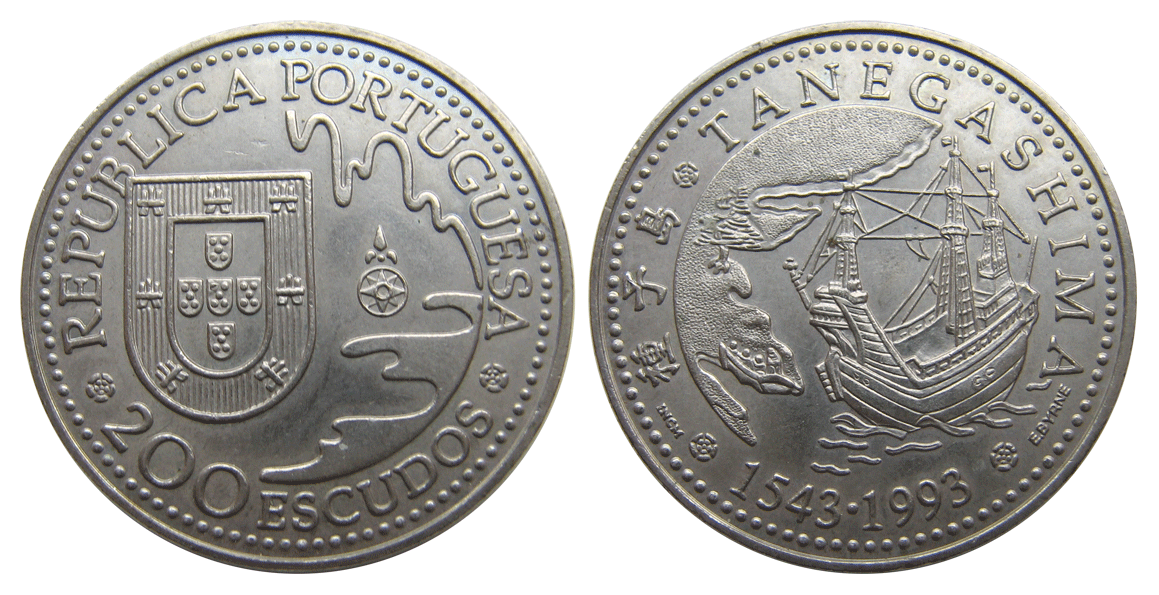
Escudo português de 1993 comemorativo da chegada a Tanegashima

Esta ilha de Tanegashima é celebrada como o local do primeiro contacto conhecido entre Europeus e Japoneses, em 1543. Um entreposto comercial Ryukyuan fora aí estabelecido há várias décadas, e todo o tráfego de Ryukyus para Kagoshima em Kyushu, no sul do Japão, era obrigado a passar por esta estação. Foi assim que um navio Português, desviando-se da rota da China para Okinawa, aportou em Tanegashima, e não diretamente no Japão[1].
Até aos tempos modernos, as armas de fogo eram coloquialmente conhecidas no Japão como "Tanega-shima", devido a terem sido introduzidas aí pelos primeiros portugueses desse navio. Nas suas memórias publicadas em 1614, o aventureiro e autor Fernão Mendes Pinto colocou-se nesse primeiro desembarque, embora esta afirmação tenha sido desacreditada e, contradizendo com as suas pretensões de estar simultaneamente em Mianmar no momento. No entanto, parece ter visitado Tanegashima pouco depois.
Os europeus chegaram para comerciar, não só armas, mas também sabão, tabaco e outros produtos desconhecidos no Japão medieval, por produtos japoneses. Desde que em 1543 as armas de fogo foram introduzidas, os famosos artesãos metalúrgicos de Tanegashima expandiram suas técnicas originais para incluir o desenvolvimento e melhoria de armas de fogo de alta qualidade em grande escala.

## Cutelaria tradicional de Tanegashima
Tanegashima era e mantém-se conhecida pelo fabrico tradicional de ferramentas de ferro, especialmente facas e tesouras. Os artesãos em Tanegashima têm mantido vivas as técnicas tradicionais para produzir e afiar ferramentas. Tanegashima é também conhecida como o centro de produção de ferro desde cerca de 1185, quando o clã Taira vindo de Quioto foi aí exilado por Minamoto no Yoritomo, trazendo consigo artesãos e cozinheiros. O povo fala com um sotaque de Quioto, mesmo hoje. A técnica dos artesãos de Tanegashima é única no mundo, e produz instrumentos usados por muitos chefs em Kyoto e Kansai, e tesouras "Tane-Basami", preferidas por muitos para a arte do Bonsai.
A sede da Agência de Exploração Aeroespacial do Japão, JAXA, o centro espacial de Tanegashima está localizado no extremo sudeste da ilha.